# Maksymilian Gebur
Maksymilian Gebur (ur. 27 stycznia 1925 w Hajdukach Wielkich, zm. 9 września 1991) – polski piłkarz występujący na pozycji obrońcy, trener.
Przez znaczny okres trwania kariery związany był z Ruchem Chorzów. Treningi w „Niebieskich” rozpoczął w 1938 roku, jednak po niespełna dwóch latach klub został w wyniku wybuchu II wojny światowej zlikwidowany przez władze okupacyjne. W listopadzie 1939 został w jego miejsce powołany Bismarckhütter SV, w którym grała część przedwojennych piłkarzy klubu, w tym Gebur. W czasie wojny i po jej zakończeniu występował dla polskich zespołów wojskowych w Anglii i Szkocji (1944-1946). Do Ruchu wrócił w 1946 roku i reprezentował go przez jedenaście lat. W 1947 roku awansował z drużyną do I Ligi. Gebur zadebiutował w najwyższej klasie rozgrywkowej 14 marca 1948 roku w wygranym 1:0 meczu z Garbarnią Kraków, zaś pierwszą bramkę strzelił 16 października 1949 roku w zremisowanej konfrontacji z Cracovią. Gebur wywalczył w barwach „Niebieskich” trzykrotnie mistrzostwo (1951, 1952, 1953) i dwukrotnie wicemistrzostwo Polski (1950 i 1956) oraz trzykrotnie zajął z drużyną trzecie miejsce w rozgrywkach ligowych (1948, 1954, 1955). Po zakończeniu kariery trenował kluby z niższych lig na Śląsku. W okresie od października do grudnia 1972 roku prowadził w czterech spotkaniach trzecioligowy Grunwald Ruda Śląska (jedna wygrana, dwa remisy i dwie porażki; stosunek bramek 5:6). W 2006 roku został umieszczony na liście zasłużonych sportowców przez Radę Pedagogiczną Szkoły Podstawowej nr 34 im. Sportowców Hajduckich w Chorzowie. Z wykształcenia był mechanikiem.

## Statystyki klubowe
| Sezon | Klub         | Liga   | Liga krajowa | Liga krajowa |
| ----- | ------------ | ------ | ------------ | ------------ |
| Sezon | Klub         | Liga   | Mecze        | Bramki       |
| 1948  | Ruch Chorzów | I Liga | 17           | 0            |
| 1949  | Ruch Chorzów | I Liga | 15           | 1            |
| 1950  | Ruch Chorzów | I Liga | 21           | 0            |
| 1951  | Ruch Chorzów | I Liga | 1            | 0            |
| 1952  | Ruch Chorzów | I Liga | 7            | 0            |
| 1953  | Ruch Chorzów | I Liga | 21           | 0            |
| 1954  | Ruch Chorzów | I Liga | 20           | 1            |
| 1955  | Ruch Chorzów | I Liga | 20           | 0            |
| 1956  | Ruch Chorzów | I Liga | 11           | 0            |
| Razem | Razem        | Razem  | 133          | 2            |